# Unga
Unga  est une localité d'Alaska aux États-Unis dans le Borough des Aléoutiennes orientales classée comme ville fantôme des États-Unis.
Elle est située sur l'île Unga, à 2 milles (3 km) de Sand Point.
L'endroit a été occupé par les Aléoutes en 1833 et avait été nommé Delarov en souvenir d'Evstratii Delarov, directeur de laShelikhov-Golikov Company. Il y avait alors 116 habitants. Le village a aussi été appelé Ougnagok par Lutke en 1836. La première poste a ouvert en 1888. C'est en 1894 que son nom a été définitivement changé en Unga. La poste a fermé en 1958 et la dernière famille a quitté le village en 1969 pour aller vivre à Sand Point.

## Démographie
| 1880 | 1890 | 1900 | 1910 | 1920 | 1930 |
| ---- | ---- | ---- | ---- | ---- | ---- |
| 185  | 159  | 175  | 108  | 313  | 150  |

| 1940 | 1950 | 1960 | 1980 | - | - |
| ---- | ---- | ---- | ---- | - | - |
| 152  | 107  | 43   | 0    | - | - |